# Бельведер 21

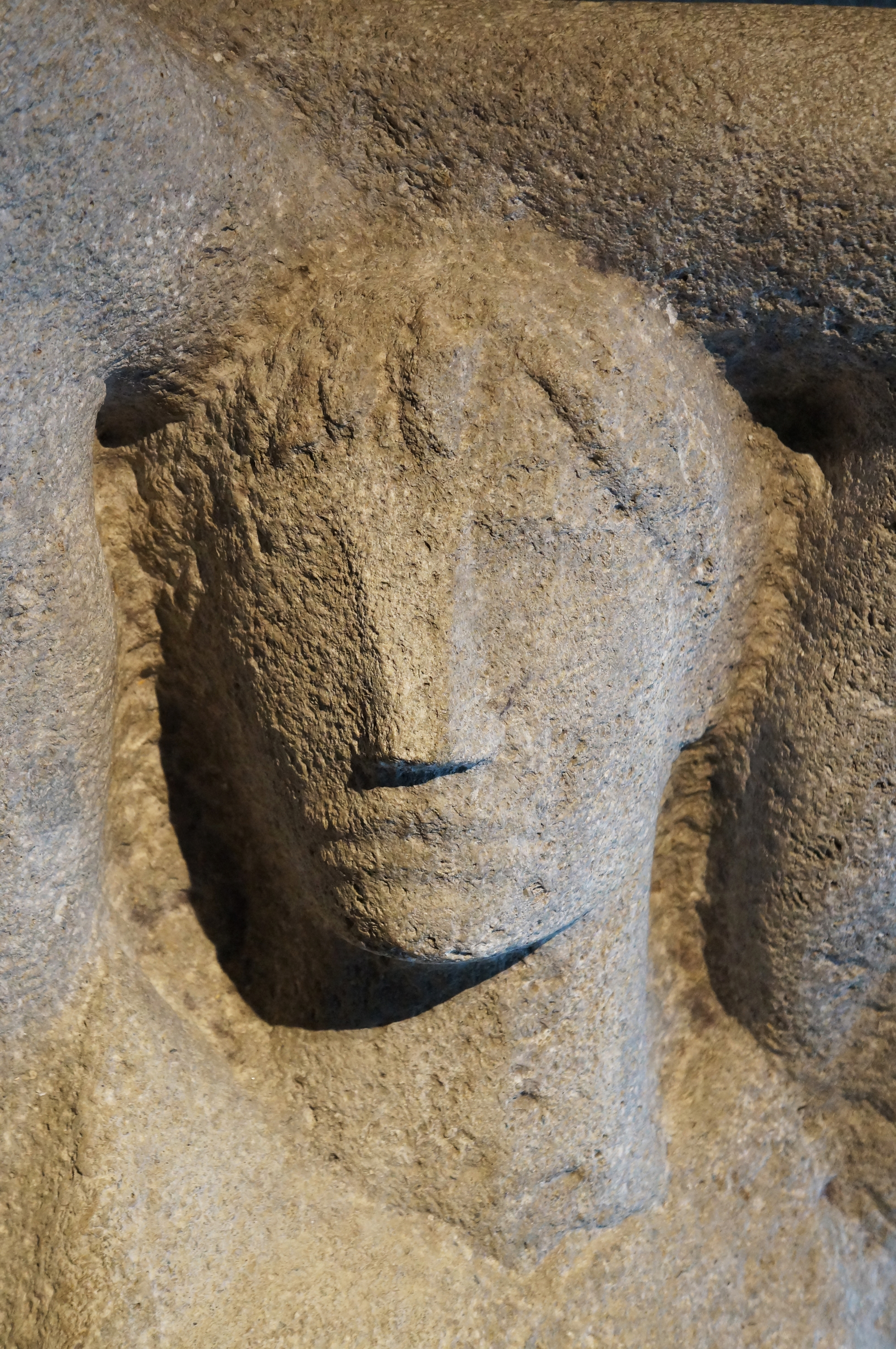
Скульптура роботи Фріца Вотруби

Бельведер 21 (нім. Belvedere 21 з січня 2018 року; раніше з 15 листопада 2011 року мав назву 21-ий будинок, нім. 21er Haus; а ще давніше з 20 вересня 1962 року мав назву 20-ий будинок, нім. 20er Haus) — будівля зі скла і сталі, побудована в 1958 році у стилі модернізму за проектом архітектора Карла Шванцера (1918—1975), як австрійський павільйон на всесвітній виставці «Експо 58» у Брюсселі.

## Історія
У 1958 році за перспективний і інноваційний проект Шванцер був нагороджений премією «Гран-прі архітектури» (Grand Prix d'Architecture). У своє́му проекті Шванцер намагався досягти максимального ефекту при мінімальних зусиллях, оскільки бюджет Австрії був обмеженішим, ніж у більшості інших країн, що брали участь у виставці «Експо 58». Легка конструкція його верхнього 40х40 метрів поверху, на висоті 6 метрів над землею, що опиралася на чотири опори, створювала плаваючий ефект. Австрійський скульптор Фріц Вотруба (1907—1975) створив монументальний фігурний рельєф, який був встановлений перед павільйоном, за що отримав нагороду за найкращий твір мистецтва на виставці.

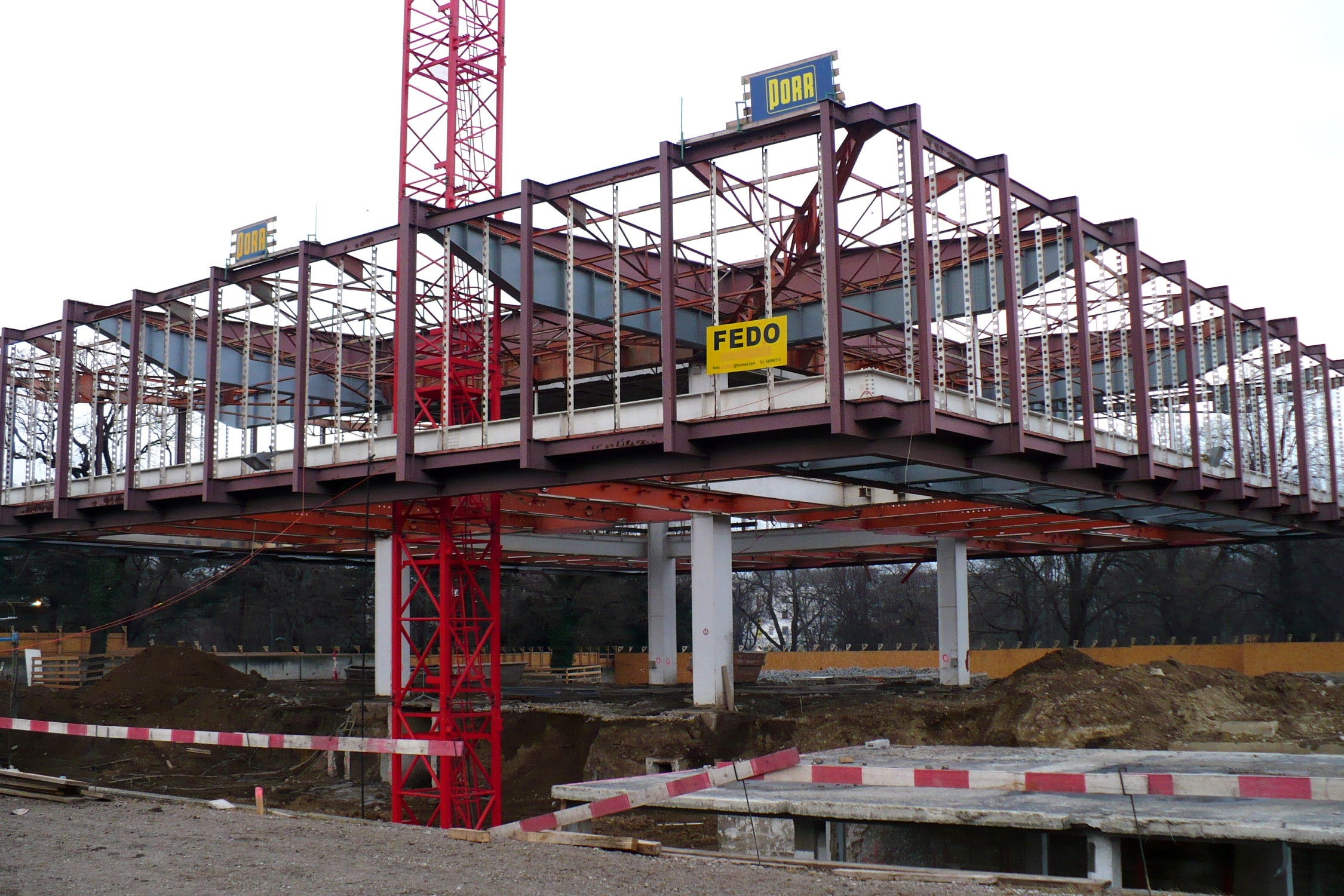

Після закінчення виставки будинок був перевезений з Брюсселя до Швейцарського саду у 3-му районі Відня, Ляндштрасе, де з 1962 року у ньому був відкритий віденський музей ХХ століття. У 1979—2001 роках належав до Музею сучасного мистецтва. У 2009—2011 роках був перероблений архітектором Адольфом Крішанцем, учнем Карла Шванцера, який розчистив цокольний поверх і побудував шестиповерхову вежу, яку видно здалека. Реконструкція коштувала 31,3 млн євро. З 15 листопада 2011 року музей належить до палацового комплексу австрійської галереї Бельведер і з 2018 року має назву Бельведер 21.

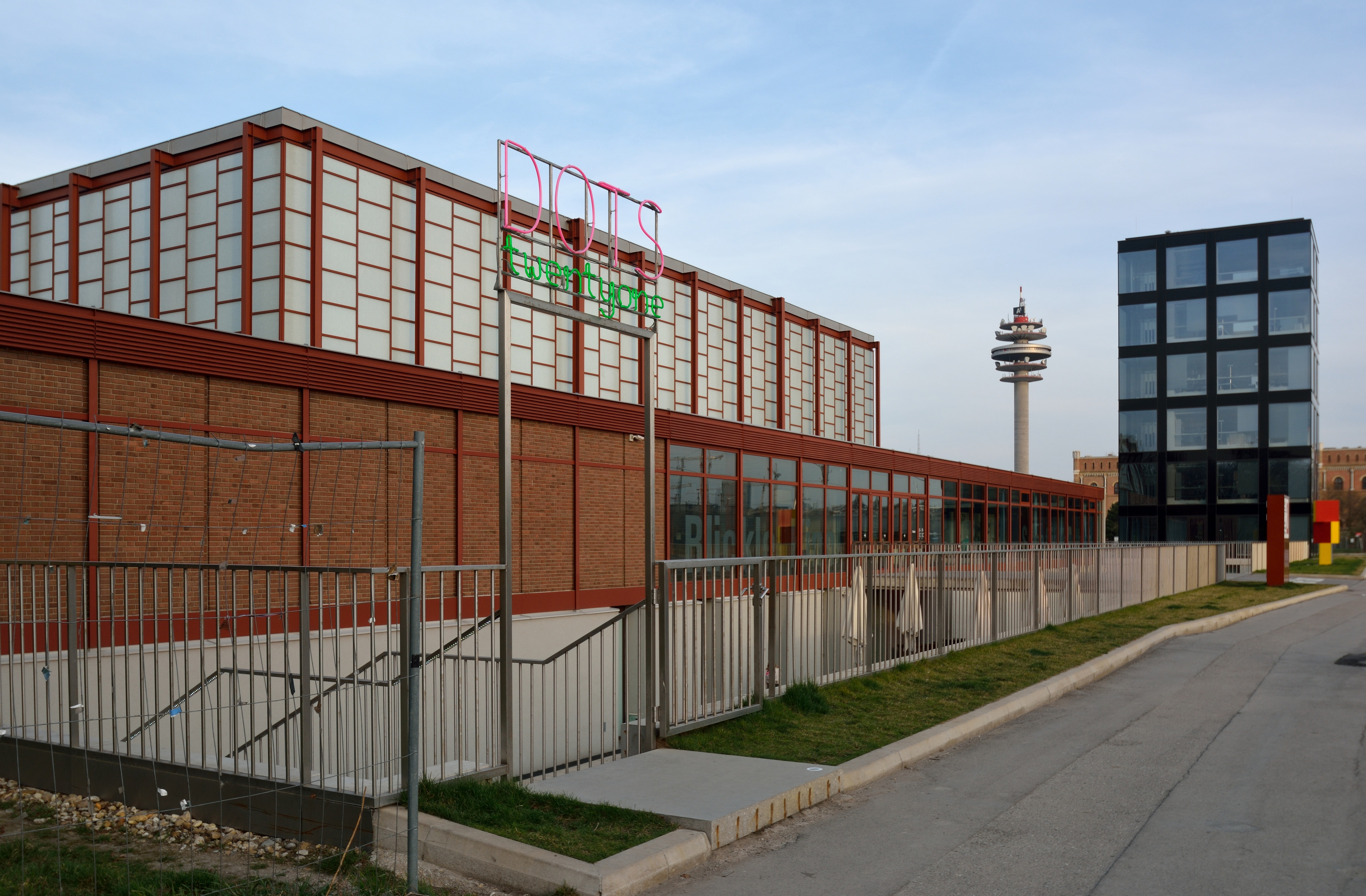
21-ий будинок. 2014

Зовні архітектура будинку майже не змінилася. Однак у ньому появилися два поверхи викопані в глибину. Стелі були очищені від азбесту, а великі скляні вікна замінені на енергозберігаючі склопакети. У музеї зараз є 2275 м² виставкового простору на землі та на верхніх поверхах. Експонати Фонду Вотруба, а це близько 500 робіт з каменю та бронзи, 2500 малюнків, 1500 друків та 14 олійних картин, розміщені у виставковому просторі в підвалі. Є також художня студія для дітей, крамниця художньої літератури, ресторан, кінотеатр Блікле (Ursula Blickle). Кінотеатр Блікле у Бельведері 21 — це єдиний повністю збережений віденський кінотеатр з 1950-х років, відновлений завдяки щедрій підтримці Урсули Блікле у 2012 році. Спроектований ще для павільйону «Експо 58» у Брюсселі, він сьогодні відповідає всім стандартам сучасної кінематографії і сприяє публічному дискурсу між кіномистецтвом та кінематографом, а також мистецтвом та наукою. Тут читаються лекції, демонструються фільми, відбуваються концерти.

## Експозиції музею

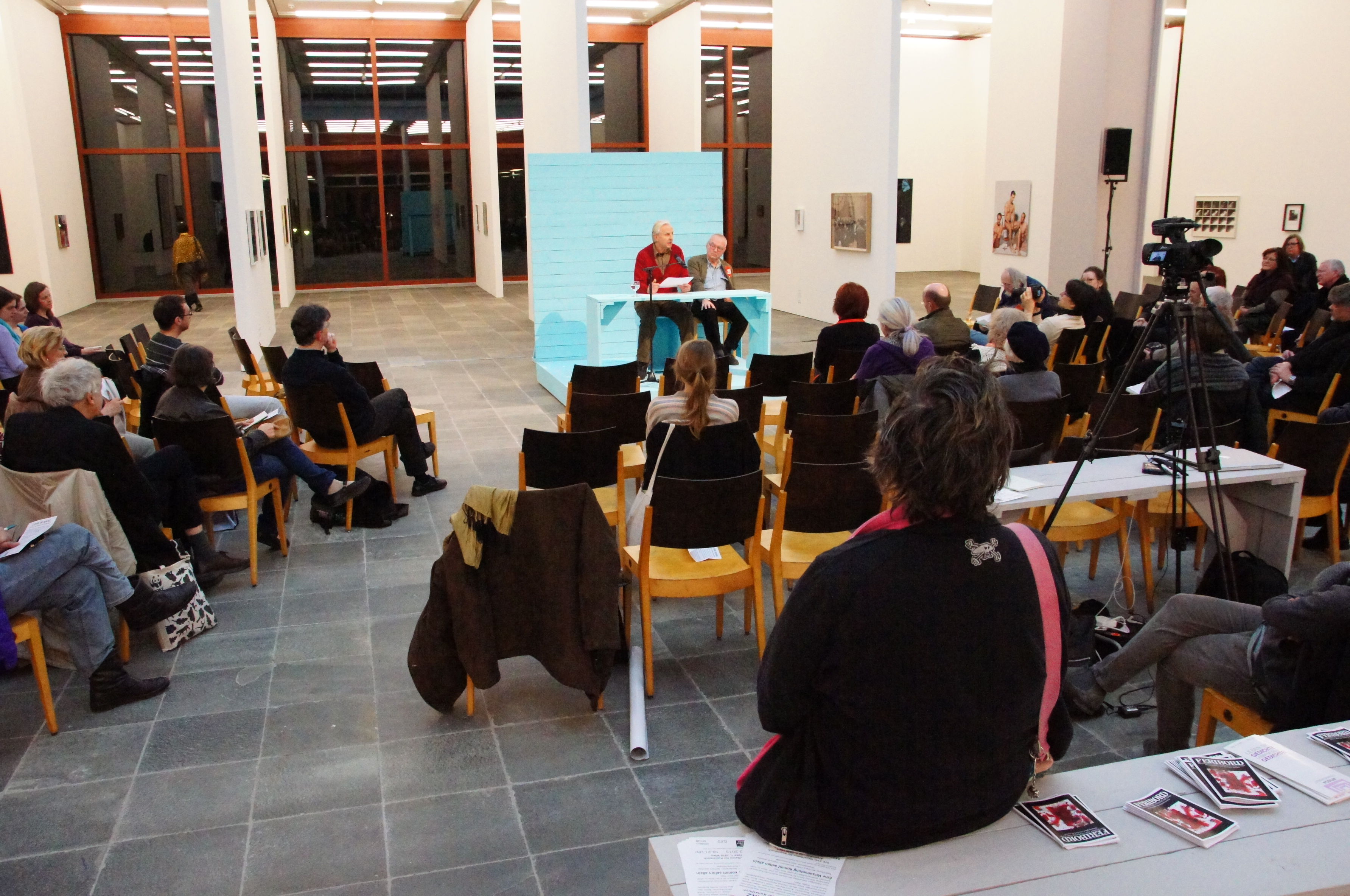

У музеї зберігаються і експонуються художні твори австрійського мистецтва ХХ та ХХІ століть і спадщина класики австрійської скульптури — Фріца Вотруби. Приватний фонд Фріца Вотруби задуманий як дослідницький центр художника, а також виставковий простір для сучасної скульптури. Тут також знайшла свій прихисток художня бібліотека федерального уряду.
У 1980-х роках відбулися великі виставки зі збірок  Музею сучасного мистецтва у Нью-Йорку. Це роботи художників Жана Дюбюффе, Енді Воргола, Оскара Кокошки, Василя Кандинського, Ґеорґа Ґросса.

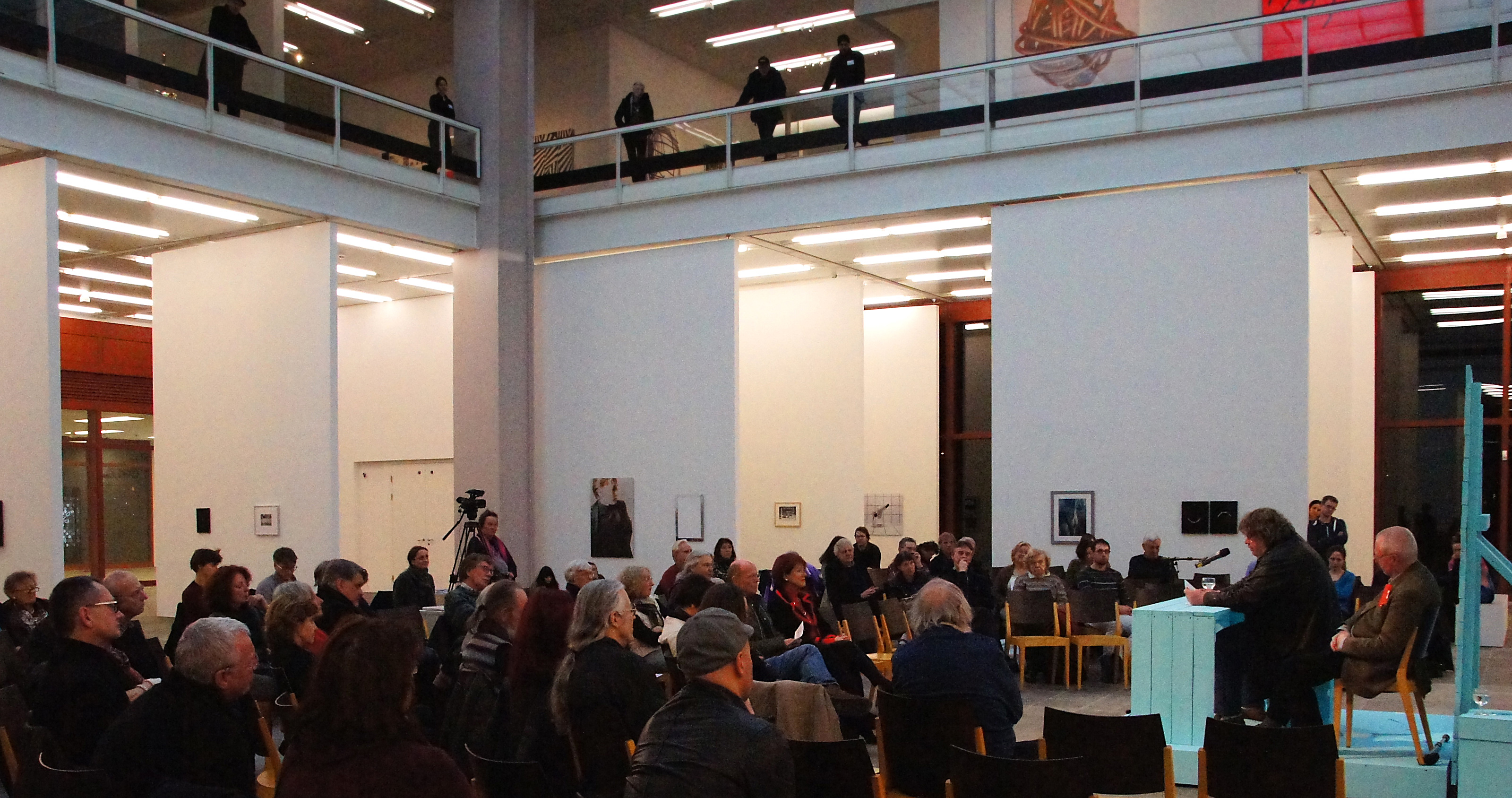

Музей Бельведер 21 є філією палацу-музею Бельведер і в ньому зосереджені твори австрійського мистецтва двадцятого й двадцять першого століття з 1945 року до наших днів. Музей відкритий п'ять днів на тиждень і у ньому щорічно повинні експонуватися три великі виставки сучасного мистецтва.